# The Shadow of Rosalie Byrnes
The Shadow of Rosalie Byrnes è un film muto del 1920 diretto da George Archainbaud. Prodotto e distribuito dalla Select Pictures Corporation, tratto da un romanzo di Grace Sartwell Mason, aveva come interpreti Elaine Hammerstein (nel doppio ruolo di due gemelle), Edward Langford, Anita Booth, Alfred Hickman, George Cowl, Lillian Worth.

## Trama

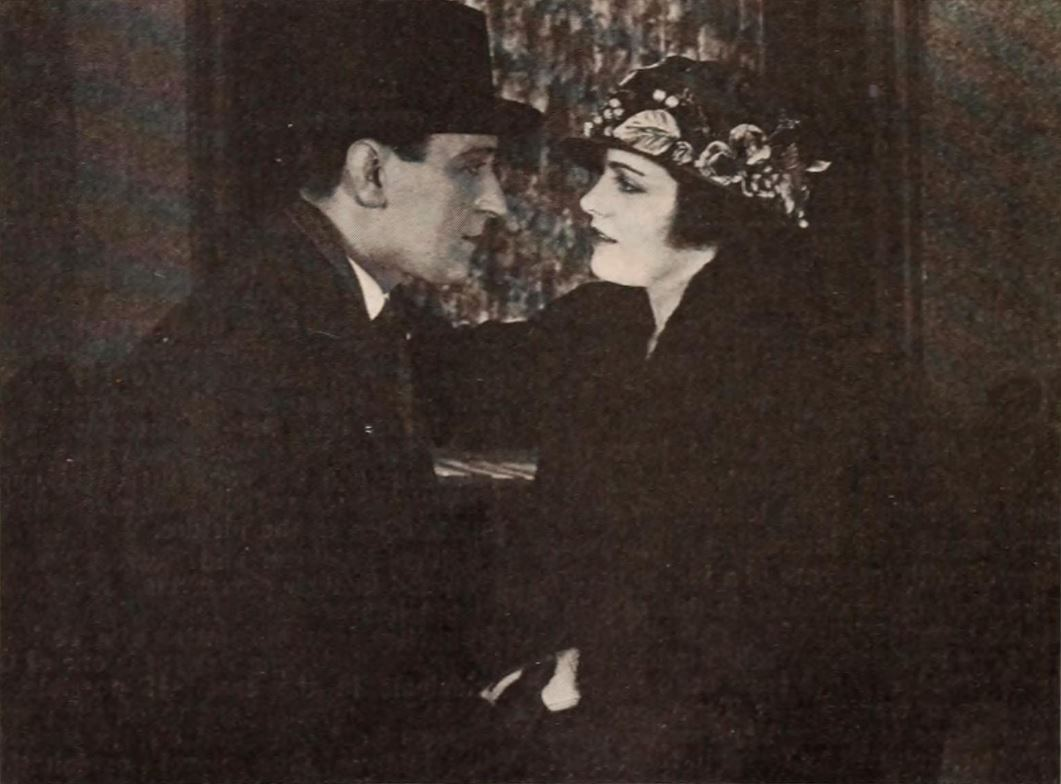
Edward Langford ed Elaine Hammerstein

Leontine e Leona sono due gemelle ma, caratterialmente, non potrebbero essere una più diversa dall'altra. Leontine, che fa l'attrice, è una persona egocentrica e senza scrupoli, mentre Leona è un'artista coscienziosa e sensibile. Quest'ultima, dopo che la sorella è rimasta coinvolta in uno scandalo, decide di prendere il nome di sua madre e di farsi chiamare, da quel momento, Rosalie Byrnes. La nuova Rosalie conosce, innamorandosene, il tenente Gerald Cromwell. I due si sposano ma, dopo le nozze, lui viene mandato all'estero. La sua famiglia, avendo immaginato per Gerald un ricco matrimonio, è irritata da quell'unione che reputano poco conveniente. Scambiando Leontine per Rosalie, i Cromwell le propongono di pagarla se accetterà di divorziare. Leontine accetta. A Gerald, in Francia, giunge la notizia che a casa sua moglie sta chiedendo il divorzio. Turbato, scrive a Rosalie, biasimando la sua condotta.
Una mattina, Leontine, scomposta e isterica, irrompe in casa della sorella, accusandola di aver ucciso Vasco Lamar, il suo amante e, prima di andarsene, lascia lì una borsa che può incriminare Rosalie. Questa, allora, si reca in casa di Vasco per cancellare eventuali prove a suo carico, ma vi trova Gerald che le racconta di aver appreso la verità da Leontine. Dopo aver rimosso le prove incriminanti, i due scoprono che Vasco è vivo. La coppia, chiariti gli equivoci e le incomprensioni, finalmente può partire in luna di miele.

## Produzione
Il film fu prodotto dalla Select Pictures Corporation. La sceneggiatura di R. Cecil Smith si basa sull'omonimo romanzo di Grace Sartwell Mason, pubblicato a New York nel 1919.

## Distribuzione
Il copyright del film, richiesto dalla Selznick Pictures Corp., fu registrato il 7 aprile 1920 con il numero LP14986.

Distribuito dalla Select Pictures Corporation, il film - recensito anche con il titolo Rosalie Byrnes - uscì nelle sale cinematografiche statunitensi il 12 aprile 1920.
Non si conoscono copie ancora esistenti della pellicola che viene considerata presumibilmente perduta.